# Хризелефантинска техника
Хризелефантинска техника (од грчког hrysos - злато и elefas - слоновача) је вајарска техника која комбијује слоновачу и злато. Дрвено језгро скулптуре облагало се слановачом на оним местима где је требало приказати делове тела (тзв. инкарнат), док се одећа приказивала златним плочицама. Најпознатије дело те технике је Фидијна статуа богиње Атине за храм на Акропољу.